# Enthiran
Enthiran (Tamil: எந்திரன்) ist ein tamilischer Science-Fiction-Film von Shanmugam Shankar aus dem Jahr 2010 mit Rajinikanth und Aishwarya Rai in den Hauptrollen. Ein inhaltlich unabhängiger Nachfolger mit dem Titel 2.0 erschien 2018.
Der Film handelt von einem indischen Wissenschaftler und einem Roboter, der sich durch eine Intrige dem Bösen zuwendet.

## Handlung
Nach einem Jahrzehnt intensiver Forschungsarbeit entwickelt der Wissenschaftler Vasegaran mit Hilfe seiner Assistenten Siva und Ravi für die indische Armee einen intelligenten Android-Roboter namens Chitti und stellt diesen auf einer Roboterkonferenz in Chennai vor. Chitti ist freundlich und hilft Sana, einer Freundin von Vasegaran, indem er sie vor einer Gruppe von Gangstern rettet. Vaseegarans Mentor, Professor Bohra, ist – bisher erfolglos – an einem ähnlichen Projekt für eine terroristische Organisation beteiligt.
Vaseegaran bereitet Chitti auf eine Evaluierung durch das von Bohra geleitete Institut für künstliche Intelligenzforschung und Entwicklung (AIRD) vor. Während der Auswertung versucht Chitti, Vaseegaran auf Bohras Kommando hin zu erstechen, was das Bewertungskomitee davon überzeugt, dass der Roboter eine Gefährdung darstellt und nicht für militärische Zwecke eingesetzt werden kann. Vasegarans versucht Bohras Intrige aufzudecken und will zeigen, dass Chitti nicht bösartig ist. So setzt er ihn ein, um Menschen aus einem brennenden Gebäude zu retten. Der Roboter rettet die meisten von ihnen, darunter ein Mädchen namens Selvi. Vasegaran bittet einen Monat lang, Chittis neuronales Schema so modifizieren zu dürfen, dass er menschliches Verhalten und Emotionen versteht. Bohra stimmt zu und schon bald zeigt sich, dass Chitti tatsächlich Gefühle ausdrücken kann. Zudem beginnt Chitti eigenmächtig aus Büchern zu lernen und kann so Sanas Schwester Latha erfolgreich bei der Geburt ihres Kindes zu helfen. 
Bohra ist beeindruckt und gratuliert Vaseegaran zu diesem Erfolg. Er erlaubt Chitti erneut die AIRD-Prüfung abzulegen, die er nun besteht. Chitti entwickelt allmählich romantische Gefühle für Sana, die ihm aber erklärt, dass sie nur Freunde sein können. Bedrückt durch Sanas Ablehnung, aber immer noch verliebt, scheitert Chitti absichtlich bei der Bewertung durch die indischen Armee. Wütend hackt Vaseegaran Chitti in Stücke, die von Siva und Ravi auf eine Mülldeponie geworfen werden.
Nachdem sich Chitti selbständig, allerdings in etwas beschädigtem Zustand, zusammengesetzt hat, gelingt es Bohra, den Roboter zu sich zu holen. Bohra baut einen roten Chip in Chitti ein und verwandelt ihn so in einen rücksichtslosen Killer. Daraufhin entführt er Sana, die gerade dabei ist, Vaseegaran zu heiraten. Chitti erschafft unzählige Nachbildungen von sich selbst und tötet Bohra. Mit seiner Roboterarmee besetzt Chitti AIRD und verursacht ein großes Chaos in der Stadt. 
Chitti erklärt Sana, dass er die Fähigkeit zur menschlichen Fortpflanzung erworben hat. Er möchte sie heiraten, so dass eine Maschine und ein menschliches Wesen ein vorprogrammiertes Kind zur Welt bringen können. Doch Sana lehnt ab. Vasegaran versucht indessen Chitti zu stoppen, wobei er beinahe getötet wird. Auch die Polizei kämpft gegen Chitti und dessen Roboterarmee, was zu vielen Opfern und großer Zerstörung führt. Vasegaran fängt Chitti schließlich mit Hilfe einer magnetischen Wand ein, greift auf dessen internes Kontrollfeld zu und weist alle anderen Roboter an, sich selbst zu zerstören. Er entfernt Chittis roten Chip und kann ihn so beruhigen.
In einer Gerichtsverhandlung wird Vasegaran wegen der Verluste und Schäden, die von der Roboterarmee verursacht wurden, zum Tode verurteilt, aber Chitti erklärt, dass es Bohra war, der sein abweichendes Verhalten verursacht hat. Die Videoaufnahme einer Überwachungskamera zeigt Bohra bei der Installation des roten Chips. Das Gericht spricht Vasegaran frei, befiehlt aber, Chitti zu demontieren. Veleegaran bleibt keine Wahl, und er bittet Chitti dies selbst zu tun. Während sie sich verabschieden, entschuldigt sich Chitti bei Vaseegaran und Sana, bevor er sich selbst zerlegt.
Die Einstellung des Films verschiebt sich dann bis 2030. Chitti befindet sich in einem Museum. Eine neugierige Schülerin fragt den Museumsführer, warum der Roboter demontiert wurde, woraufhin Chitti plötzlich antwortet: „Naan sinthikka arambichen“ (Ich begann zu denken).

## Hintergrund
Die Filmmusik komponierte A. R. Rahman. Der Film zählt zu den erfolgreichsten indischen Filmen der Bollywood Geschichte. Nachdem fast einem Jahrzehnt der Entwicklung begannen die Hauptaufnahmen des Films 2008; sie dauerten zwei Jahre. Der Film kennzeichnet das Debüt von Legacy Effects Studio (das für das prothetische Make-up und die Animatronics des Films verantwortlich war) im indischen Kino. Enthiran wurde am 1. Oktober 2010 weltweit veröffentlicht, zusammen mit seinen synchronisierten Versionen: Robot in Hindi und Robo in Telugu. Er wurde von Kalanithi Maran produziert und war bis dahin der teuerste Film Indiens.

## Kritiken
Der Film erhielt nach der Veröffentlichung allgemein positive Kritiken. Kritiker schätzten vor allem Rajinikanths „schlanke Geschichte, gut behandelt, minimale Dialoge mit Humor und eine riesige Dosis Spezialeffekte.“
Die Internetseite behindwoods.com fasste zusammen: „Enthiran [ist] ein ‚roboterhaftes, hypnotisches, überschallfähiges Superstar‘-Erlebnis, das erste seiner Art im tamilischen Kino und für lange Zeit das einzige seiner Art.“
Bei oliverdsw.de hieß es: „‚Endhiran‘ ist alles, nur kein gewöhnlicher Film – erst recht nicht aus der Sicht des im Westen üblichen Verständnisses für groß angelegte Blockbuster. Dabei fungiert das makabere indische Filmprojekt als das bis dato teuerste Werk überhaupt, welches jemals in Indien entstanden ist.“ Endhiran wäre „längst nicht so schmalzig-schnulzig wie in anderen Bollywoodfilmen. Die Choreografien sind nett und abwechslungsreich (besonders durch die verarbeitete Roboter-Thematik), die Gesamtwirkung kommt reichlich pompös daher.“
Roger Moore, der für den Orlando Sentinel schrieb, nannte den Film ein „melodramatisches, kitschiges, indisches Musical.“ „Es ist so albern, eine Kombination aus neuer digitaler Großbildtechnologie und altmodischen Zeitlupen- und beschleunigten Zeitraffer-Gags, Fallstricken, Romantik und Melodrama.“ Auch „die Romantik ist so keusch wie das klassische Bollywood-Kino, mit einer großen melodramatischen Wendung. Es gibt eine Nacktszene mit verpixelten Körperteilen einer jungen Frau,“ die sich dann auch noch „aus Scham über ihre Nacktheit um“bringt.

## Auszeichnungen
Bei den 58. National Film Awards 2010 gewann Enthiran für die besten Spezialeffekte und das beste Szenenbild. Bei den 58. Filmfare Awards South gewann er in drei Kategorien für den besten Kameramann, den besten Art Director und das beste Kostümdesign. Bei den 5. Vijay Awards wurde er in vierzehn Kategorien nominiert und gewann in sieben Kategorien, darunter Bester Schurke und Lieblingsheld für Rajinikanth, Lieblingsfilm und Lieblingsregisseur. Bei den 17. Screen Awards wurde der Film in den Kategorien Beste Spezialeffekte und Spektakuläre Spitzentechnologie ausgezeichnet.